# Amt Slien-Østersø
Amt Slien-Østersø (tysk: Amt Schlei-Ostsee) er kommunalt samarbejde i det nordlige Tyskland, der omfatter 16 kommuner mellem Østersøen og fjorden Slien. Amtet omfatter det meste af halvøen Svans samt et par kommuner syd for Egernførde. 
Amtet er det nordligste amt i Kreis Rendsborg-Egernførde, og det har Egernførde som administrationsby. 

## Amtets kommuner
(indbyggertal fra 2007 )
- Altenhof (301)
- Barkelsby (1493)
- Brodersby (763)
- Damp (1577)
- Dørphof el. Thorpe (731)
- Flækkeby (1827)
- Gammelby (526)
- Gosefeld (759)
- Gyby (897)
- Holstoft (939)
- Hummelmark (288)
- Karby (563)
- Kosel (1375)
- Lose (785)
- Risby (2571)
- Tumby (480)
- Vabs (1502)
- Vindeby (1069)
- Vindemark (511)

54°34′59″N 10°00′00″Ø / 54.583°N 10°Ø